# 南京医科大学附属逸夫医院

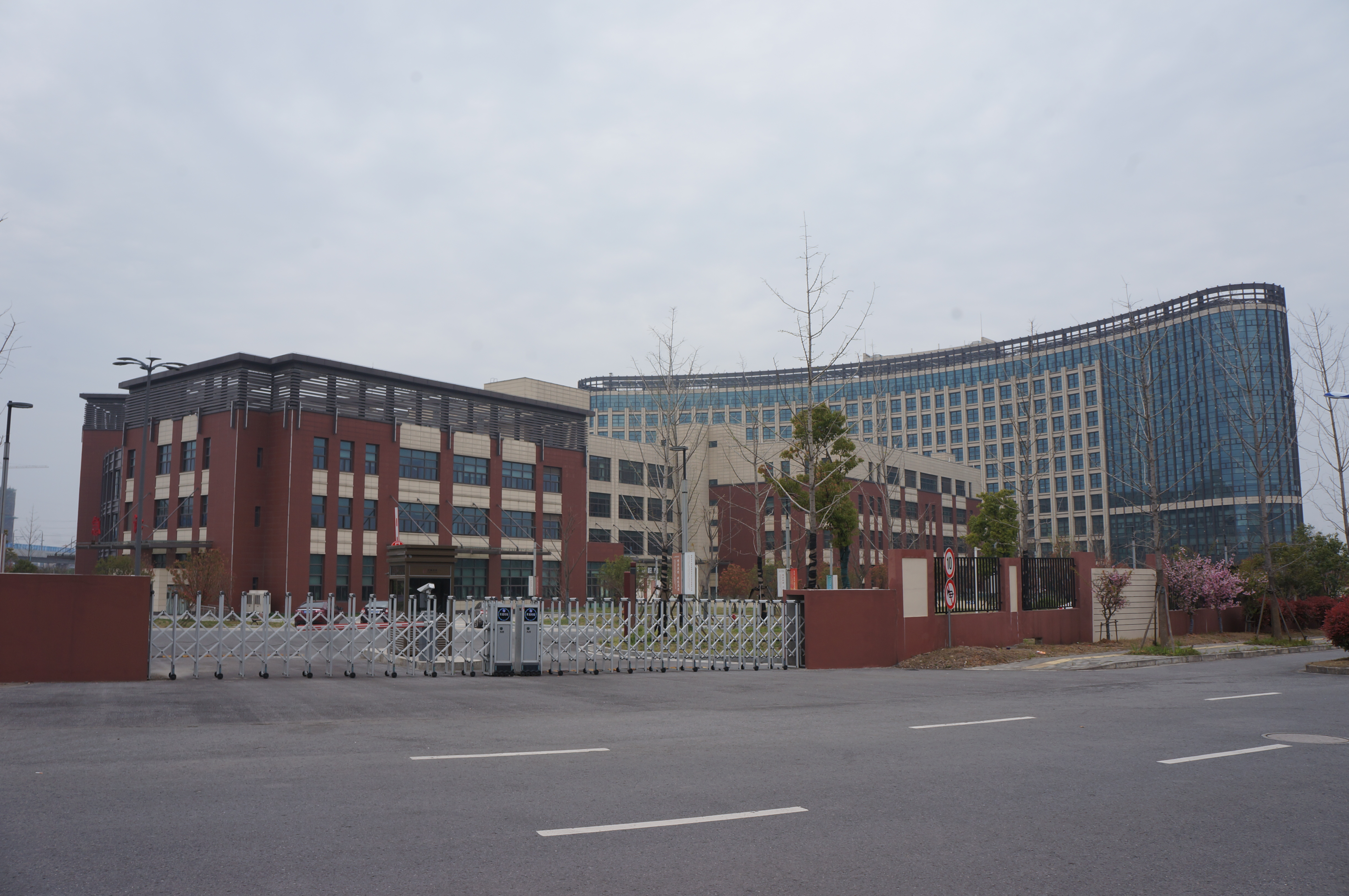
南京医科大学附属逸夫医院正門

南京医科大学附属逸夫医院是中华人民共和国江苏省的一所医院，為省属三级甲等公立医院，由南京医科大学与江宁区政府合作共建，原名為南京医科大学附属明德医院。2016年2月，经教育部推荐，香港邵氏基金会无偿捐资2亿港币冠名，定位为高水平、有特色、国际化教学医院。医院以三级甲等及国际JCI标准建设，于2016年6月28日正式成立。

## 規模
醫院緊鄰南京醫科大學江寧校區，占地面积210亩，设置床位1200张，分两期开放。